# 사뮈엘 베케트
사뮈엘 베케트(프랑스어: Samuel Beckett, 1906년 4월 13일~1989년 12월 22일)는 아일랜드에서 태어난 프랑스의 소설가이자, 극작가이다. 본명은 새뮤얼 바클리 베킷(영어: Samuel Barclay Beckett)이다.

## 생애
아일랜드 더블린에서 출생하여 트리니티 대학교를 졸업하고 프랑스로 건너가 고등사범학교의 영어 강사가 되었다가, 아일랜드로 돌아와 모교의 프랑스어 강사가 되었다. 1938년에 다시 소설가로 데뷔한 후, 제임스 조이스와 마르셀 프루스트의 영향을 받아 프랑스로 건너가 전위적인 소설과 희곡을 발표하였다.

## 작품세계
프랑스어로 되어 있는 3부작 소설 《몰로이》, 《말론은 죽다》, 《명명하기 힘든 것》으로 주목받고, 《고도를 기다리며》로 프랑스 문단과 극계에서 크게 호평을 받았다. 1961년에 구두점이 전혀 없는 산문인 《어떤 식으로 그것이》, 1963년에는 《아！ 아름다운 나날》 등을 발표하였는데, 그는 그 작품들을 통하여 세계의 부조리와 그 속에서 의미도 없이 죽음을 기다리는 절망적인 인간의 조건을 극히 인상적인 언어로써 허무하게 묘사하고 있다.
이후, 《승부의 끝》, 《마지막 테이프》, 《행복한 나날》 등 종래의 연극 개념을 뒤엎는 독창적인 희곡을 발표하여 전후의 새로운 연극의 대표적인 작가가 되었다. 주제는 《고도》 이후 변치 않는 인간의 일의 무의미함과, 서구적인 합리주의에 의한 세계의 붕괴인데, 신선한 문체와 뛰어난 연극적 감각으로 정평이 나 있다. 후기작으로 어두운 무대에 입술만이 스포트라이트를 받아 독백하는 특징이 있는 희곡인 《내가 아니다》가 있다. 1969년에 노벨 문학상을 받았다.

## 같이 보기
- 알랭 바디우
- 존 맥스웰 쿳시
- BBC 라디오 4